# 紋鼠屬
紋鼠屬（Rhabdomys），哺乳綱、囓齒目、鼠科的一屬，而與紋鼠屬（紋鼠）同科的動物尚有長吻鼩形鼠屬（長吻鼩形鼠）、陽鼠屬（智陽鼠）、家鼠屬（印度小家鼠）、等之數種哺乳動物。